# Palpita vitrealis
Palpita vitrealis là một loài bướm đêm thuộc họ Crambidae. Nó được tìm thấy ở the châu Âu. Nó là loài đặc hữu của Nam Âu, but is found further phía bắc due to its migratory nature.
Sải cánh dài 27–31 mm. Con trưởng thành bay in Autumn tùy theo địa điểm.
Ấu trùng ăn Jasminum officinale, Ligustrum, Forsythia và ôliu.

## Hình ảnh

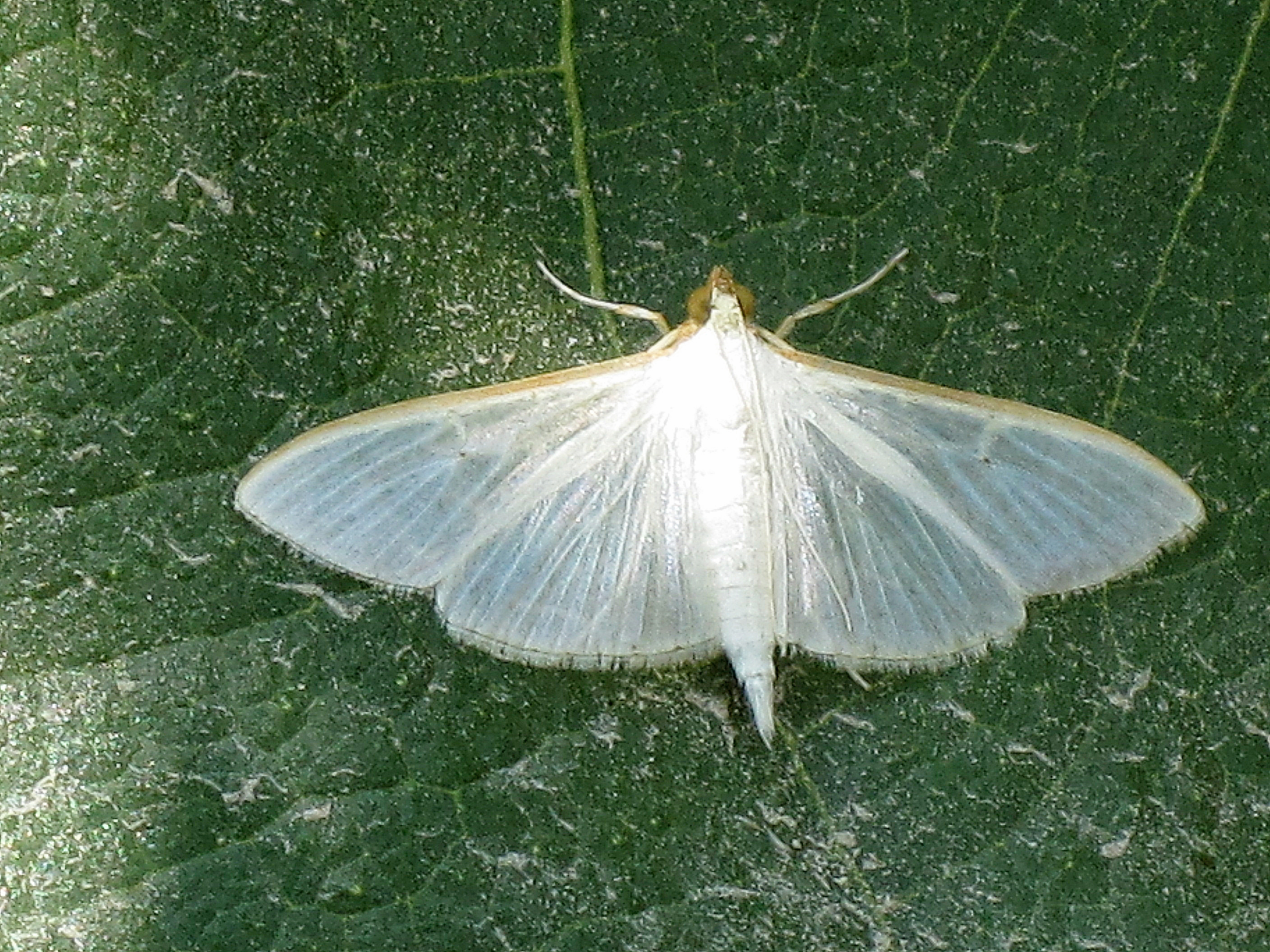